# روبرتو روخاس (بازیکن فوتبال اهل پرو)
روبرتو روخاس (اسپانیایی: Roberto Rojas‎; ۲۶ اکتبر ۱۹۵۵ – ۲۷ سپتامبر ۱۹۹۱) بازیکن فوتبال اهل پرو بود.
از باشگاه‌هایی که در آن بازی کرده‌است می‌توان به باشگاه فوتبال آلیانزا لیما و باشگاه فوتبال اسپورتینگ کریستال اشاره کرد.
وی همچنین در تیم ملی فوتبال پرو بازی کرده‌است.